# Rhimphoctona ruficincta
Rhimphoctona ruficincta là một loài tò vò trong họ Ichneumonidae.